# Ситник, Серафима Захаровна
Серафима (Сима) Захаровна Ситник (дата рожд. 1912) — советская военнослужащая, перешедшая во время Великой Отечественной войны на сторону Германии.

## Биография
Родилась в 1912 году в Кировограде.
На службу в РККА поступила ещё в 1932 году. С 1938 года — член ВКП(б)/КПСС. В 1939—1940 годах участвовала в войне с Финляндией.
Участница Великой Отечественной войны. В декабре 1941 года капитан Серафима Ситник, будучи командиром батальона 49-го полка связи 21-й армии, была награждена орденом Красного Знамени. Позднее, выйдя замуж за командира 205-й истребительной авиационной дивизии — Юрия Немцевича, добилась перевода на службу к мужу. В марте 1943 года, в звании майора и в должности начальника связи 205-й истребительной авиадивизии, была удостоена ордена Отечественной войны II степени.
29 октября 1943 года самолёт «У-2», в котором находилась Серафима Ситник, перелетал на другой аэродром и был сбит над деревней 5-я Николаевка Петровского района (ныне упразднённый) Кировоградской области. Приказом № 02328 от 24.12.1943 года ГУК НКО была исключена из списков Красной армии как погибшая 29 октября 1943 года. Однако раненая Серафима попала в плен. Лечилась в местечке Морицфельде в одноимённом лагере для военнопленных. Немцы решили завербовать советского майора и члена партии, для этого они нашли и привезли к ней в госпиталь её родную мать с сыном Валерием (которых Серафима считала погибшими).
Увидев живых и невредимых своих родных, которые, как утверждала советская пропаганда, якобы были замучены немцами, Серафима Ситник согласилась сражаться против большевиков и была зачислена в авиационную группу Русской освободительной армии. Однако по состоянию здоровья (из-за своего ранения) пробыла там недолго, перейдя в отдел пропаганды РОА. Она стала автором пропагандистской агитки «К русским женщинам и девушкам!». Выступала также с речами по радио, призывая переходить на сторону немцев, для борьбы против большевизма. Её фотографии с обращениями печатали в коллаборационистской прессе и на листовках, которые разбрасывали над советскими позициями.
Достоверных сведений о дальнейшей судьбе Серафимы Ситник не имеется. По одной версии, якобы заподозрив Серафиму в желании вернуться в СССР, немцы осуществили провокацию, в результате которой удостоверились, что она мечтает о возвращении, после чего Серафиму расстреляли вместе с родными в 1944 году. По другой версии считается, что Серафима с сыном дожили до конца войны, и опасаясь кары за предательство, решили не возвращаться в СССР, поселившись где-то в Западной Европе.
Брат Серафимы Ситник — лейтенант Ситник Иосиф Захарович (уроженец Кировограда 1907 года), также был лётчиком — заместителем командира эскадрильи 688-го штурмового авиационного полка 228-й штурмовой авиадивизии 8-й Воздушной армии. Погиб при выполнении боевого задания 13 августа 1942 года во время Сталинградской битвы и был похоронен в братской могиле в селе Мариновка Калачевского района ныне Волгоградской области.
Муж Серафимы Ситник — Юрий Александрович Немцевич, в июне 1944 года был отстранён от должности и направлен в тыл, на должность заместителя командира по лётной подготовке 3-й Краснознамённой авиабригады ВВС ПриВО. В феврале 1945 года он был назначен командиром 250-й истребительной авиационной дивизии в составе 9-й армии Дальневосточного фронта и принял участие в войне с Японией. Вышел в отставку в 1947 году в звании генерал-майора, скончался в Москве в 1956 году.